# Пакистанское движение
Пакистанское движение (англ. Pakistan Movement ; урду تحریک پاکستان‎) — историческое движение мусульман Британской Индии, главной целью которого было создание независимого исламского государства Пакистан на северо-западных землях Индийского субконтинента.

## Лахорская резолюция 1940 года
Лахорская резолюция — резолюция о размежевании индуистов с мусульманами, которая принята во время ежегодной сессии Всеиндийской мусульманской лиги в Лахоре, проходившей с 22 марта по 24 марта 1940 года. Эта сессия оказалась исторической. В первый день работы сессии Мухаммад Али Джинна рассказал о событиях последних нескольких месяцев: в импровизированной речи он представил свои собственные пути решения мусульманской проблемы в Британской Индии. Он сказал, что различия между индуистами и мусульманами столь велики, что их объединение в рамках одного центрального правительства было бы полно серьёзных рисков.

## Миссия Криппса 1942 года
Британское правительство хотело получить помощь индийского народа во Второй мировой войне. Расхождение во взглядах между двумя основными религиозными общинам страны были невыгодны британцам. Однако Индийский национальный конгресс и Мусульманская лига отклонили предложения британцев. Мухаммад Джинна был против этого плана, поскольку он не предусматривал создание Пакистана. Таким образом, Миссия Криппса провалилась.

## Переговоры Ганди и Джинны (1944 год)
Махатма Ганди и Джинна провели важные переговоры в 1944 году. Переговоры между двумя великими лидерами субконтинента начались в ответ на желание населения урегулировать индо-мусульманский вопрос.
17 июля 1944 года Ганди написал письмо Джинне, в котором выразил желание встретиться с ним. Переговоры между ними начались в Бомбее 19 сентября 1944 года и продолжались до 24-го числа. Махатма Ганди считал идею создания Пакистана абсурдной. Мухаммад Джинна же был убеждённым сторонником раздела Британской Индии. Таким образом переговоры закончились ничем, каждый из лидеров остался при своём мнении.

## Конференция в Симле (1945)
В мае 1945 года, лорд Уэйвелл, вице-король Индии, отправился в Лондон, где представил своё видение будущего Индии с британской администрацией во главе. Переговоры привели к разработке плана действий, который обнародован в июне 1945 года. Этот план известен как План Уэйвелла.
Для обсуждения своих предложений с руководством главных индийских партий, Уэйвелл созвал конференцию в Симле 25 июня 1945 года. Лидеры Индийского национального конгресса и Мусульманской лиги приняли участие в конференции, которая получила название Конференция в Симле. Разногласия возникли между руководителями двух партий по вопросу о будущем мусульманской общины. Представители Мусульманской лиги заявили, что они единственный законный представитель мусульман в Индии и, следовательно, всех мусульманских представителей в Исполнительном совете вице-короля. Конгресс, который послал Маулана Азада лидером своей делегации, пытался доказать, что их партия представляет все общины Индии и мусульманскую в том числе. Конгресс также выступил против идеи равенства индусов и мусульман. Всё это привело в тупик. Таким образом, конференция в Симле зашла в тупик и План Уэйвелла провалился.

## Провинциальные и центральные выборы (1945—46)
После провала конференции в Симле, сэр Уэйвелл объявил, что центральные и провинциальные выборы Законодательного совета будут проведены зимой 1945 года. Он также сообщил, что после выборов вице-король создаст Исполнительный совет, который должны будут поддержать основные индийские политические партии. Мусульманская лига и Конгресс выступили против этого предложения.
Мухаммад Джинна заявил, что мусульмане должны получить собственное независимое государство, а Индийский национальный конгресс был категорически против этого. Несмотря на это, обе стороны начали участвовать в избирательной кампании. Они знали, что выборы будут иметь решающее значение для будущего Индии, а результаты должны сыграть важную роль в определении их статуса. Лига хотела одержать победу во всех округах Индии с мусульманским большинством и таким образом доказать, что они являются единственным представителем мусульман индийского субконтинента, в то время как Конгресс ставил своей главной целью объединить всех индийцев независимо от религиозной принадлежности.
И Мусульманская лига и Конгресс обнародовали противоположные лозунги во время своей избирательной кампании. Мусульманская лига представила манифест: «если вы хотите независимый Пакистан, то голосуйте за Мусульманскую лигу».
Конгресс же настаивал на Объединённой Индии. Чтобы противостоять Мусульманской лиге, представители Конгресса употребляли крайне негативные эпитеты в адрес Джинны.
Выборы в Законодательный совет проведены в декабре 1945 года. Явка была рекордной. За Конгресс проголосовали представители немусульманских мест, в то время как Мусульманская лига набрала около 95 процентов в мусульманских округах. Учитывая, что индуистов в Британской Индии проживало больше, чем мусульман, то итоговые результаты продемонстрировали убедительную победу Конгресса с более чем 80 % голосов. Но, с другой стороны, Мусульманская лига отметила эти выборы как свой триумф, так как по сути стала единственным представителем мусульман всей страны.

## Правительственная миссия в Индию (1946)
Все попытки британского правительства по установлению мира между Конгрессом и Мусульманской лиги провалились. Результаты всеобщих выборов, проведённых в 1945-46 годах, подчеркнули настоятельную необходимость найти решение этого политического тупика. Чтобы покончить с этим, британское правительство направило специальную правительственную миссию в Индию.
Миссия состояла из лорда Лоуренса (секретаря по делам Индии), сэра Стаффорда Криппса (президента торговой палаты), лорда Александра (первый лорд Адмиралтейства).

## План 3-го июня (1947)
Когда все усилия Маунтбаттена удержать Индию единой не удались, он наметил план передачи власти индийцам и разделение страны. Решено, что ни одна из индийских сторон не будут участвовать в обсуждении.
Этот план завершён в апреле 1947 года, а затем отправлен в Великобританию, где британское правительство утвердило его.
Тем не менее, Неру (который жил вместе с Маунтбаттеном в Симле), отклонил данный план. Он внёс в него изменения и Лондон утвердил новую версию плана. Все лидеры Мусульманской лиги также одобрили план, Маунтбаттену удалось убедить и Махатму Ганди. Этот план обнародован 3 июня и таким образом стал известен как План 3-го июня.

### Основные положения плана
1. Провинциальные законодательные собрания Пенджаба и Бенгалии разделены на две группы, то есть на мусульманские и немусульманские районы. Если любая из двух провинций примет решение в пользу разделения края, то затем генерал-губернатор будет назначать комиссии по демаркации границ провинции и размежеванию мусульман и немусульман.
2. Законодательное собрание провинции Синд (за исключением европейских жителей) будет решать присоединиться к существующему Учредительному собранию или к Новому Учредительному собранию.
3. Для того, чтобы решить будущее Северо-Западной пограничной провинции, будет предложен референдум. Коллегия выборщиков для проведения референдума должна быть такой же, как коллегия выборщиков в провинциальном законодательном собрании в 1946 году.
4. Белуджистану также предоставлена возможность высказать своё мнение по этому вопросу.
5. Если Бенгалия примет решение в пользу раздела, референдум должен состояться в округе Силхет. Ассаму предложено остаться в составе Индии или войти в состав Восточной Бенгалии.

## Создание Пакистана
Британский парламент принял Закон о Независимости Индии 18 июля 1947 года. Созданы два государственных образования: Индийский Союз и Пакистан. Также предусматривалось полное прекращение британского контроля над Индией 15 августа 1947 года. Мусульмане субконтинента, наконец, достигли своей цели и получили независимое государство, но только после долгой и беспощадной борьбы под целеустремлённым руководством Мухаммада Джинны.
Мухаммад Али Джинна назначен первым генерал-губернатором Пакистана, а Лиакат Али Хан стал первым премьер-министром государства. Пакистан вошёл в состав Британского Содружества Наций.
Пакистан появился на карте мира в 1947 году. Это сделано на основе Теории двух наций. В этой теории полагалось разделение на две страны, для индуистов и мусульман. Сэр Саид Ахмад-хан первый, кто сформулировал Теорию двух наций в современную эпоху. Он считал, что Индия — континент, а не страна, а среди многочисленного населения разных рас и разных вероисповеданий, индусы и мусульмане слишком разные, чтобы проживать в одном государстве.
Таким образом, эти исторические, культурные, религиозные и социальные различия между двумя народами одной страны ускорили темпы политических событий, и, в конечном итоге, привели к разделению Британской Индии на два отдельных, независимых государства. Пакистан и Индия получили независимость 14 и 15 августа 1947 года.

## Ключевые фигуры
- Мухаммад Али Джинна
- Фатима Джинна
- Лиакат Али Хан
- Фазлул Хак
- Шаиста Сухраварди Икрамулла
- Национальные символы Пакистана